# Burj al Salam
Burj Al Salam is een wolkenkrabber in Dubai, langs de Sheikh Zayed Road. Het bouwwerk heeft 58 verdiepingen en is in 2008 gebouwd door DAR Consult. In 2014 is het gebouw in gebruik genomen.
De constructie bestaat uit drie afzonderlijke torens met verschillende gebruiksfuncties, namelijk een hotel, een kantoor en appartementen. De drie torens zijn met elkaar verbonden via de onderste vier verdiepingen en de tiende verdieping. 